# 绍莫吉索布
绍莫吉索布，是匈牙利绍莫吉州所辖的一个村。总面积40.08平方公里，总人口1628，人口密度40.6人/平方公里（2011年1月1日）。